# Gesetz des iterierten Logarithmus
Als Gesetz des iterierten Logarithmus werden mehrere Grenzwertsätze der Wahrscheinlichkeitstheorie bezeichnet. Sie treffen Aussagen über das asymptotische Verhalten von Summen von Zufallsvariablen beziehungsweise von stochastischen Prozessen.

## Das Gesetz des iterierten Logarithmus für Summen von Zufallsvariablen
Sei {\displaystyle X_{1},X_{2},\dots } eine Folge unabhängiger, identisch verteilter (i.i.d.) Zufallsvariablen mit Erwartungswert 0 und Varianz 1. Dann gilt
{\displaystyle \limsup _{N\to \infty }{\frac {\sum _{k=1}^{N}X_{k}}{\sqrt {2N\log \log N}}}=1}       fast sicher
und
{\displaystyle \liminf _{N\to \infty }{\frac {\sum _{k=1}^{N}X_{k}}{\sqrt {2N\log \log N}}}=-1}       fast sicher.
Das Gesetz des iterierten Logarithmus komplettiert als wichtige Aussage über das asymptotische Verhalten von Summen von Zufallsvariablen das Gesetz der großen Zahlen und den zentralen Grenzwertsatz. Erste Beweise in einfachen Fällen stammen von Chintschin (1924) und Kolmogorow (1929), der Beweis für den hier angeführten allgemeinen Fall wurde 1941 von Philip Hartman und Aurel Wintner erbracht. Daher wird die Aussage auch als Satz von Hartman-Wintner bezeichnet. Ein Beweis ist beispielsweise durch den Skorochodschen Einbettungssatz in Kombination mit der Aussage für den Wiener-Prozess möglich.

## Die Gesetze des iterierten Logarithmus für den Wiener-Prozess
Im Folgenden sei stets {\displaystyle (W_{t}),\;t\geq 0} ein Standard-Wiener-Prozess auf einem geeigneten Wahrscheinlichkeitsraum {\displaystyle (\Omega ,{\mathcal {F}},P)}, d. h. für jedes {\displaystyle \omega \in \Omega } ist durch {\displaystyle W_{t}(\omega )} eine Funktion {\displaystyle [0,\infty ]\to \mathbb {R} } gegeben. Der Verlauf dieser Funktion ist von {\displaystyle \omega } abhängig, also zufällig. Darüber hinaus wächst die Varianz, also das Maß für die "Unbestimmtheit" von W, mit wachsendem t ins Unendliche. Umso erstaunlicher erscheint es, dass sich mit Hilfe der Gesetze des iterierten Logarithmus so präzise Aussagen über den Wiener-Prozess treffen lassen:

### Das erste Gesetz

Die ersten beiden Gesetze graphisch dargestellt: das Bild zeigt vier unabhängige Wiener-Prozesse mit 0<t<1000 und die asymptotischen Hüllkurven

Das erste Gesetz des iterierten Logarithmus besagt:
{\displaystyle \limsup _{t\to \infty }{\frac {W_{t}(\omega )}{\sqrt {2t\log \log(t)}}}=1} für P-fast-alle {\displaystyle \omega \in \Omega }.
Dabei bezeichnet limsup den limes superior und loglog ist der zweimal hintereinander ausgeführte (iterierte) natürliche Logarithmus.
Das Gesetz lässt sich wie folgt deuten: Betrachtet man für ein beliebig kleines {\displaystyle \epsilon \in \mathbb {R} ,\;\epsilon >0} die beiden Funktionen
{\displaystyle f_{+}(x)=(1+\epsilon ){\sqrt {2x\log \log(x)}}} und
{\displaystyle f_{-}(x)=(1-\epsilon ){\sqrt {2x\log \log(x)}}},
so gibt es stets einen (von {\displaystyle \epsilon } und {\displaystyle \omega } abhängigen) Zeitpunkt {\displaystyle 0<T_{\epsilon }(\omega )<\infty }, sodass 
- {\displaystyle \forall \;t\geq T_{\epsilon }(\omega ):\;W_{t}(\omega )<f_{+}(t)}  ({\displaystyle f_{+}} wird also nie mehr überschritten)
- {\displaystyle \forall \;T\geq T_{\epsilon }(\omega ):\;\exists \;t\geq T:\;W_{t}(\omega )>f_{-}(t)} ({\displaystyle f_{-}} wird also immer wieder überschritten).

### Das zweite Gesetz
Das zweite Gesetz des iterierten Logarithmus behandelt den limes inferior des Wiener-Prozesses und ist eine einfache Folgerung aus dem ersten: da für alle Zeitpunkte {\displaystyle t\geq 0\;\;W_{t}\sim {\mathcal {N}}(0,t)} gilt ({\displaystyle {\mathcal {N}}} bezeichnet hierbei die Normalverteilung) und W deshalb insbesondere symmetrisch um den Nullpunkt verteilt ist, folgt daraus
{\displaystyle \liminf _{t\to \infty }{\frac {W_{t}(\omega )}{\sqrt {2t\log \log(t)}}}=-1} für P-fast-alle {\displaystyle \omega \in \Omega }.
Die Interpretation dieses Sachverhaltes erfolgt ebenfalls völlig analog: man ersetzt die Funktionen {\displaystyle f_{+}} und {\displaystyle f_{-}} einfach durch ihr Negatives und das Verb "überschreiten" durch "unterschreiten". Bemerkenswert ist hierbei insbesondere die Kombination der beiden Gesetze: während die äußeren Grenzen {\displaystyle f_{+}} und {\displaystyle -f_{+}} irgendwann nicht mehr erreicht werden, werden die inneren, von den äußeren Grenzen nur marginal weit entfernten Grenzen {\displaystyle f_{-}} und {\displaystyle -f_{-}}, noch beide unendlich oft überquert. Der Wiener-Prozess muss also immer wieder zwischen den beiden Grenzen hin- und heroszillieren und dabei insbesondere unendlich oft das Vorzeichen wechseln.

### Das dritte und vierte Gesetz

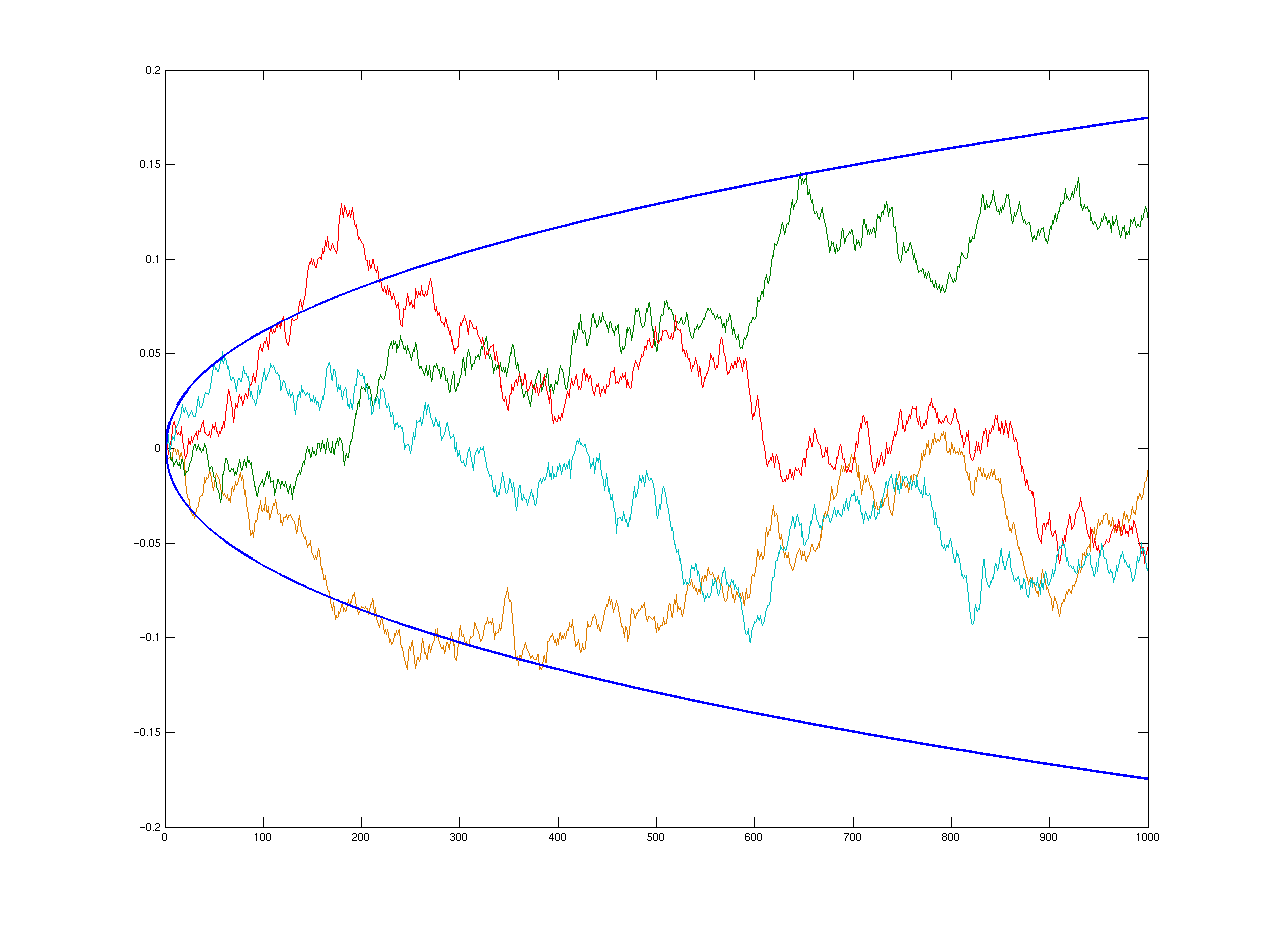
Die entsprechende Graphik für die Gesetze drei und vier. Hier ist der Zeithorizont 0<t<0.01

Die beiden anderen Gesetze des iterierten Logarithmus sind weniger anschaulich als die ersten beiden, da sie das Verhalten des Wiener-Prozesses nicht in einem unbeschränkten, sondern nur in einem sehr kleinen Intervall beschreiben, nämlich um den Nullpunkt herum. Dort gilt:
{\displaystyle \limsup _{t\to 0}{\frac {W_{t}(\omega )}{\sqrt {2t\log \log(1/t)}}}=1} sowie
{\displaystyle \liminf _{t\to 0}{\frac {W_{t}(\omega )}{\sqrt {2t\log \log(1/t)}}}=-1} jeweils für P-fast-alle {\displaystyle \omega \in \Omega }.
Analog zur obigen Interpretation betrachtet man zu beliebigem {\displaystyle \epsilon >0} die beiden Funktionen
{\displaystyle g_{+}(x)=(1+\epsilon ){\sqrt {2x\log \log {\frac {1}{x}}}}} und
{\displaystyle g_{-}(x)=(1-\epsilon ){\sqrt {2x\log \log {\frac {1}{x}}}}}.
Dann gibt es wiederum ein (diesmal unter Umständen sehr kleines) {\displaystyle T_{\epsilon }(\omega )>0}, sodass
- Für alle {\displaystyle 0<t\leq T_{\epsilon }(\omega )} stets {\displaystyle -g_{+}(t)<W_{t}(\omega )<g_{+}(t)} gilt, aber
- es für alle {\displaystyle 0<T\leq T_{\epsilon }(\omega )} noch ein {\displaystyle t\in {]0,T[}} gibt mit {\displaystyle W_{t}(\omega )>g_{-}(t)}
- es aber auch für alle {\displaystyle 0<T\leq T_{\epsilon }(\omega )} noch ein {\displaystyle t\in {]0,T[}} gibt mit {\displaystyle W_{t}(\omega )<-g_{-}(t)}.

Da auch hier beide Gesetze gleichzeitig gelten, bedeutet das, dass der Wiener-Prozess fast sicher in jedem noch so kleinen Intervall {\displaystyle ]0,t[} unendlich oft das Vorzeichen wechselt und (da der Wiener-Prozess fast sicher stetig ist und somit dem Zwischenwertsatz genügt) dort unendlich viele Nullstellen hat.

### Zum Beweis der Gesetze
Wie bereits erwähnt, sind die Gesetze 1 und 2 auf Grund der Symmetrie der Normalverteilung äquivalent, was gleichfalls auf die Gesetze 3 und 4 zutrifft. Des Weiteren lässt sich schnell eine Äquivalenz zwischen dem ersten und dem dritten Gesetz auf Grund der Selbstähnlichkeit
{\displaystyle W_{t}\sim tW_{\frac {1}{t}}}
herstellen, die die beiden Probleme ineinander überführt. Es bleibt also lediglich das erste Gesetz zu beweisen. Dieser Beweis gelang erstmals 1929 dem russischen Mathematiker Alexandr Chintschin, also schon sechs Jahre nachdem Norbert Wiener die Existenz des Wiener-Prozesses bewiesen hatte. Es folgte später noch ein weiterer, weitaus eleganterer Beweis durch Paul Lévy unter Benutzung der Martingaltheorie, die Chintschin noch nicht bekannt war.